# هانت (تگزاس)
هانت (به انگلیسی: Hunt) یک منطقهٔ مسکونی در ایالات متحده آمریکا است که در تگزاس واقع شده‌است.